# Не (Лігурія)
Не (італ. Ne, ліг. Né) — муніципалітет в Італії, у регіоні Лігурія,  метрополійне місто Генуя.
Не розташоване на відстані близько 370 км на північний захід від Рима, 38 км на схід від Генуї.
Населення — 2285 осіб (2014).
Щорічний фестиваль відбувається 15 серпня. Покровитель — Assunta.

## Демографія
Населення за роками:

Станом на 1 січня 2023 року в муніципалітеті офіційно проживало 145 іноземців з 21 країни, серед них 32 громадяни країн Євросоюзу та 6 громадян України.

## Сусідні муніципалітети
- Борцонаска
- Караско
- Казарца-Лігуре
- Когорно
- Лаванья
- Майссана
- Меццанего
- Сестрі-Леванте
- Варезе-Лігуре